# زنگ‌های جهنم (ترانه)
«ناقوس‌ جهنم» تک‌آهنگی از آلبوم سیاه‌پوش برگشتم گروه ای‌سی/دی‌سی است که در سال ۱۹۸۰ میلادی منتشر شد.